# Корнешти (Тимиш)
Корнешти (рум. Cornești) насеље је у Румунији у округу Тимиш у општини Орцишоара. Oпштина се налази на надморској висини од 126 m.

## Прошлост
По "Румунској енциклопедији" место се први пут помиње 1233. године. Касније се јавља у папским списима. Године 1717. ту је пописано 10 кућа. После 1784. године уследила је колонизација Немаца и Мађара, али су Румуни увек били у већини. 
Аустријски царски ревизор Ерлер је 1774. године констатовао да место "Шадан" припада Сентандрашком округу, Темишварског дистрикта. Становништво је било влашко. Када је 1797. године пописан православни клир у "Жадању" су била два свештеника. Пароси, поп Мартин Симеоновић (рукоп. 1788) и поп Христифор Мијуцовић (1795) служили суу се само румунским језиком.

## Становништво
Према подацима из 2002. године у насељу је живело 555 становника.

### Попис2002.
| Расподела становништва по националности 2002.‍ | Расподела становништва по националности 2002.‍ | Расподела становништва по националности 2002.‍ | Расподела становништва по националности 2002.‍ | Расподела становништва по националности 2002.‍ |
| --------------------------------------------- | --------------------------------------------- | --------------------------------------------- | --------------------------------------------- | --------------------------------------------- |
|                                               |                                               |                                               |                                               |                                               |
| Румуни                                        | Румуни                                        |                                               | 516                                           | 94,2%                                         |
| Мађари                                        | Мађари                                        |                                               | 32                                            | 5,8%                                          |